# Фезент-Ран (Огайо)
Фезент-Ран (англ. Pheasant Run) — переписна місцевість (CDP) в США, в окрузі Лорейн штату Огайо. Населення — 1362 особи (2020).

## Географія
Фезент-Ран розташований за координатами 41°12′41″ пн. ш. 82°8′44″ зх. д. / 41.21139° пн. ш. 82.14556° зх. д. (41.211352, -82.145523).  За даними Бюро перепису населення США в 2010 році переписна місцевість мала площу 2,51 км², з яких 2,42 км² — суходіл та 0,09 км² — водойми.

## Демографія
Згідно з переписом 2010 року, у переписній місцевості мешкало 1397 осіб у 507 домогосподарствах у складі 396 родин. Густота населення становила 556 осіб/км².  Було 555 помешкань (221/км²).
Расовий склад населення:
| - 96,4 % — білих - 0,8 % — чорних або афроамериканців - 0,3 % — вихідців з тихоокеанських островів - 0,1 % — корінних американців - 0,1 % — азіатів |

До двох чи більше рас належало 2,1 %. Частка іспаномовних становила 3,1 % від усіх жителів.
За віковим діапазоном населення розподілялося таким чином: 27,0 % — особи молодші 18 років, 63,6 % — особи у віці 18—64 років, 9,4 % — особи у віці 65 років та старші. Медіана віку мешканця становила 36,7 року. На 100 осіб жіночої статі у переписній місцевості припадало 101,0 чоловіків;  на 100 жінок у віці від 18 років та старших — 96,9 чоловіків також старших 18 років.
Середній дохід на одне домашнє господарство  становив 57 072 долари США (медіана — 46 716), а середній дохід на одну сім'ю — 64 450 доларів (медіана — 59 808). За межею бідності перебувало 6,4 % осіб, у тому числі 7,4 % дітей у віці до 18 років та 8,9 % осіб у віці 65 років та старших.
Цивільне працевлаштоване населення становило 802 особи. Основні галузі зайнятості: освіта, охорона здоров'я та соціальна допомога — 31,8 %, будівництво — 16,1 %, роздрібна торгівля — 16,0 %.